# Liste des commandants de la garde suisse pontificale
La liste des commandants de la garde suisse pontificale énumère les trente-cinq officiers qui se sont succédé à la tête de la garde chargée de la protection du pape.

## Statistiques
Les commandants de la Garde suisse qui se sont recrutés jusqu’ici, sont natifs de huit cantons différents : 
- Lucerne (LU), 23 représentants, dont 18 se succédèrent sans discontinuer pendant 330 ans entre 1548 et 1878 ;
- Saint-Gall (SG) ;
- Zurich (ZH), deux représentants ;
- Fribourg (FR), deux représentants ;
- Soleure (SO), un représentant ;
- Valais (VS), un représentant ;
- Uri (UR), un représentant ;
- Grisons (GR), un représentant.

La famille Pfyffer von Altishofen (originaire du canton de Lucerne) a fourni à elle seule onze commandants sur une période allant de 1652 à 1982.
Le Lucernois Stephan Alexander Segesser von Brunegg, 7e commandant, détient le record de longévité : il est resté 37 ans à la tête de la garde (de 1592 à 1629), devant un autre Lucernois Karl Leodegar Pfyffer von Altishofen, 18e commandant pendant 34 ans (1800 à 1834).
Alois Estermann, Lucernois lui aussi, a eu par contre une carrière très courte : un jour. En effet, promu commandant le 3 mai 1998, à l'âge de 43 ans, il est retrouvé abattu le lendemain dans son appartement privé avec son épouse (Gladys Meza Romero, âgée de 48 ans) et un de ses subordonnés, le vice-caporal Cédric Tornay (23 ans).
À noter également que le poste est resté vacant trois fois :
- de 1527 à 1548 ;
- de 1705 à 1712 ;
- de 1799 à 1801.

## Les commandants de la garde depuis 1506
| Rang | Période     | Nom                                           | Canton | Références |
| ---- | ----------- | --------------------------------------------- | ------ | ---------- |
| 1    | 1505-1517   | Kaspar von Silenen                            | UR     | [ 1 ]      |
| 2    | 1518-1524   | Markus Röist (en)                             | ZH     | [ 2 ]      |
| 3    | 1524-1527   | Kaspar Röist (en)                             | ZH     | [ 2 ]      |
|      | 1527-1548   | Vacant                                        | Vacant |            |
| 4    | 1548-1558   | Jost von Meggen (it)                          | LU     | [ 3 ]      |
| 5    | 1558-1564   | Kaspar Leo von Silenen                        | LU     |            |
| 6    | 1566-1592   | Jost Segesser von Brunegg (it)                | LU     | [ 4 ]      |
| 7    | 1592-1629   | Stephan Alexander Segesser von Brunegg (it)   | LU     | [ 5 ]      |
| 8    | 1629-1640   | Nikolaus Flekenstein (it)                     | LU     |            |
| 9    | 1640-1652   | Jost Flekenstein (it)                         | LU     | [ 6 ]      |
| 10   | 1652-1657   | Johann Rudolf Pfyffer von Altishofen          | LU     |            |
| 11   | 1658-1686   | Ludwig Pfyffer von Altishofen                 | LU     |            |
| 12   | 1686-1698   | Franz Pfyffer von Altishofen                  | LU     |            |
| 13   | 1698-1704   | Johann Kaspar Mayr von Baldegg (it)           | LU     |            |
|      | 1705-1712   | Vacant                                        | Vacant |            |
| 14   | 1712-1727   | Johann Konrad Pfyffer von Altishofen          | LU     |            |
| 15   | 1727-1753   | Franz Ludwig Pfyffer von Altishofen           | LU     |            |
| 16   | 1754-1792   | Jost Ignaz Pfyffer von Altishofen             | LU     |            |
| 17   | 1792-1798   | Franz Alois Pfyffer von Altishofen            | LU     |            |
|      | 1799-1801   | Vacant                                        | Vacant |            |
| 18   | 1801-1834   | Karl Leodegar Pfyffer von Altishofen          | LU     |            |
| 19   | 1835-1847   | Martin Pfyffer von Altishofen                 | LU     |            |
| 20   | 1848-1860   | Franz Xaver Leopold Meyer von Schauensee (en) | LU     |            |
| 21   | 1861-1878   | Alfred von Sonnenberg                         | LU     |            |
| 22   | 1878-1900   | Louis-Martin de Courten                       | VS     |            |
| 23   | 1901-1910   | Leopold Meyer von Schauensee                  | LU     |            |
| 24   | 1910-1921   | Jules Repond                                  | FR     |            |
| 25   | 1921-1935   | Alois Hirschbühl (en)                         | GR     |            |
| 26   | 1935-1942   | Georg von Sury d’Aspremont                    | SO     |            |
| 27   | 1942-1957   | Heinrich Pfyffer von Altishofen               | LU     |            |
| 28   | 1957-1972   | Robert Nünlist                                | LU     |            |
| 29   | 1972-1982   | Franz Pfyffer von Altishofen                  | LU     |            |
| 30   | 1982-1998   | Roland Buchs (de)                             | FR     |            |
| 31   | 1998        | Alois Estermann                               | LU     |            |
| 32   | 1998-2002   | Pius Segmüller                                | SG     |            |
| 33   | 2002-2008   | Elmar Theodor Mäder                           | SG     |            |
| 34   | 2008-2015   | Daniel Anrig                                  | SG     |            |
| 35   | depuis 2015 | Christoph Graf                                | LU     |            |